# Pentti Lund
Pentti Alexander Lund (* 6. Dezember 1925 in Karijoki; † 16. April 2013 in Thunder Bay, Ontario, Kanada) war ein finnischer Eishockeyspieler.
Im Alter von sechs Jahren zog er von Finnland nach Kanada um. Später spielte er für die Boston Bruins und die New York Rangers in der National Hockey League. Er war der erste Finne überhaupt in dieser Liga.

## Karriere
In der Saison 1945/46 begann Pentti Lund seine Profikarriere bei den Boston Olympics in der EHL und wurde Top-Scorer in dieser Liga mit 33 Punkten in 34 Spielen. In der folgenden Saison blieb er bei den Olympics, hatte aber auch einen Einsatz bei den Boston Bruins in den Play-offs der NHL. In der Saison 1947/48 wechselte Lund in die AHL zu den Hershey Bears, wo er ebenfalls eine gute Leistung zeigte.
Anschließend wechselte Pentti Lund zu den New York Rangers und gewann die Calder Memorial Trophy als bester Rookie mit 30 Punkten in 59 Spielen.
In der Saison 1951/52 ging Lund zurück zu den Boston Bruins, wo er allerdings am 13. November bei einem Foul durch einen zu hohen Stock von Clark Martin aus dem Team der Chicago Blackhawks am rechten Auge schwer verletzt wurde. Von diesem Moment an war seine Sehkraft auf diesem Auge stark beeinträchtigt. Er fiel für drei Monate aus, spielte anschließend aber weiter für die Bruins und schloss die Saison 1952/53 mit 17 Punkten ab.
Die folgenden zwei Saisons absolvierte Lund bei den Sault Ste. Marie Greyhounds in der Amateurliga NOHA und beendete im Jahr 1955 seine Karriere.
Am 29. September 1984 wurde er in die Northwestern Ontario Sports Hall of Fame aufgenommen. Im Jahr 1992 folgte seine Aufnahme in die finnische Eishockey-Ruhmeshalle.
Lund starb am 16. April 2013 in einem Krankenhaus in Thunder Bay.